# Edmund May (Architekt)
Alwin Heinrich Edmund May (* 13. November 1876 in Berlin; † 28. Februar 1956 in München) war ein deutscher Architekt und Fachschullehrer.
Edmund May, Sohn eines Kaufmanns, studierte nach dem Abitur Architektur an der Technischen Hochschule (Berlin-)Charlottenburg und an der Technischen Hochschule München. Nach dem Studium folgte ein Referendariat zur Vorbereitung auf eine Tätigkeit als Baubeamter, das er mit dem 2. Staatsexamen zum Regierungsbaumeister (Assessor in der öffentlichen Bauverwaltung) abschloss. May entschied sich dann jedoch gegen die Tätigkeit im Staatsdienst. Ab 1905 leitete er das Atelier des angesehenen Berliner Architekten Alfred Messel, mit dem er das Kaiserin-Auguste-Viktoria-Säuglingsheim entwarf. Bereits im September 1909 – noch vor der Vollendung seines 33. Lebensjahrs – bekam er den preußischen Kronen-Orden IV. Klasse verliehen. Im gleichen Jahr eröffnete er ein eigenes Atelier in Berlin, wo er einige öffentliche Bauten schuf. Er war Mitglied im renommierten Architekten-Verein zu Berlin (AVB). Zum 1. Oktober 1915 wurde er Direktor der königlich preußischen Provinzial-Kunst- und Gewerkschule Königsberg, die er im Sinn einer modernen Kunstgewerbeschule reformierte. Im Ersten Weltkrieg war May außerdem am Wiederaufbau zerstörter Städte in Ostpreußen beteiligt.
1934 aus politischen Gründen vorzeitig pensioniert, zog er nach Stuttgart und 1950 wieder nach München, wo er sich noch einige Jahre schriftstellerisch betätigte.
May war der Bruder des Kunstmalers Bruno May (1880–1959). Ab 1907 war May mit Klara Mathilde Bertha Anna geborene Walther verheiratet, deren Vater Requisiteur am Weimarer Hoftheater war.